# Thomas Lincoln Casey

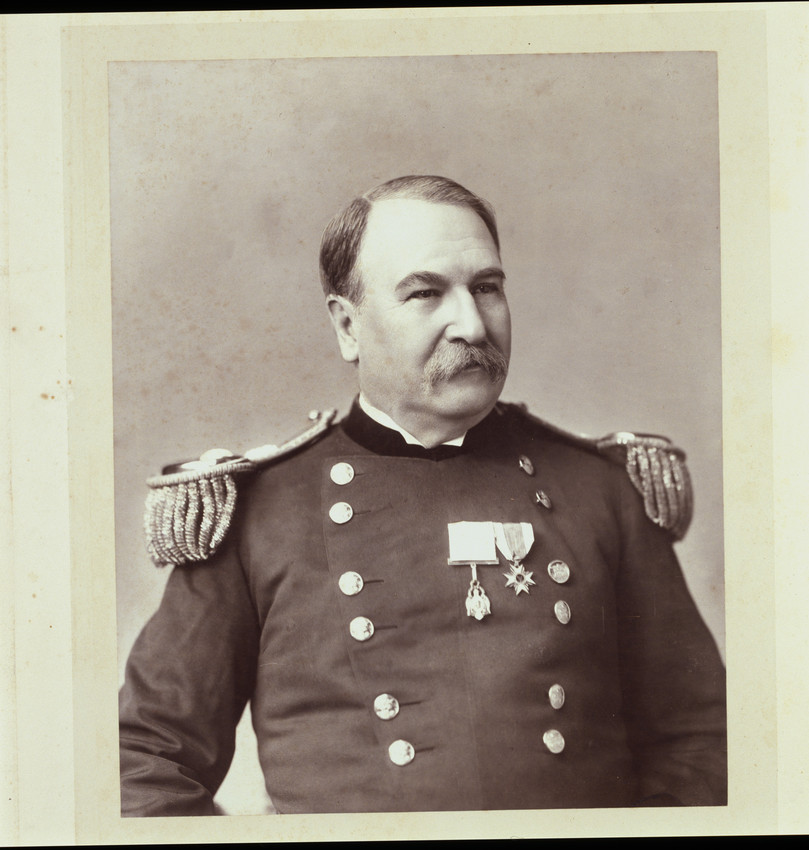
Thomas Lincoln Casey Sr., um 1880

Thomas Lincoln Casey Sr. (* 10. Mai 1831 in Sackets Harbor, Jefferson County, New York; † 25. März 1896 in Washington, D.C.) war ein amerikanischer Offizier. Er war Brigadegeneral der United States Army und unter anderem Kommandeur des United States Army Corps of Engineers (COE).
Thomas Casey entstammte einer prominenten Familie seiner Heimat. Er war ein Sohn von Silas Casey (1807–1882) und dessen Frau Abby Perry Pearce (1813–1862). Der Vater war seit 1826 Berufsoffizier der US-Army und brachte es während des Amerikanischen Bürgerkriegs zum Generalmajor im Heer der Union. Der Sohn wuchs an den jeweiligen militärischen Einsatzorten des Vaters auf.
In den Jahren 1848 bis 1852 durchlief Thomas Casey die United States Military Academy in West Point. Nach seiner Graduation, als Klassenbester des Jahrgangs, wurde er als Leutnant den Pionieren (Engineers) zugeteilt. In der Armee durchlief er anschließend alle Offiziersränge vom Leutnant bis zum Brigadegeneral.
In seinen jüngeren Jahren absolvierte er den für Offiziere in den niederen Rangstufen üblichen Dienst in verschiedenen Pioniereinheiten und Standorten in den Vereinigten Staaten. Als Pionier (Engineer) gehörten der Hochwasserschutz, der Ausbau von Hafenanlagen, deren militärische Verteidigung, Flussregulierungen sowie der Bau von Schleusen und Stauwerken, Kanälen und Leuchttürmen zu seinem Aufgabenbereich. In den Jahren 1854 bis 1859 war er als Dozent an der Militärakademie in West Point tätig. Danach war er für einige Zeit im Washington-Territorium stationiert.
Während des Amerikanischen Bürgerkriegs war er unter anderem im Nordosten der Vereinigten Staaten eingesetzt, wo er für die Küstenverteidigung des Bundesstaates Maine verantwortlich war. Dazu gehörten auch die Errichtung bzw. der Ausbau von Befestigungsanlagen. Außerdem war er dort für die Rekrutierung von Pionieren zuständig.
Nach dem Krieg wurde Casey zum Hauptquartier des COE in Washington D.C. versetzt. Dort leitete er zunächst die Stabsabteilung für die Unterhaltung der Pioniertruppen und des Festungsbaus (Chief of Engineers responsible for engineer troops, equipment, and fortifications.) Ab 1877 leitete er den Pionier (Engineer) Bezirk um die Bundeshauptstadt Washington. Dabei war er für den Bau öffentlicher Gebäude zuständig. Dazu gehörten unter anderem die Gebäude für das Außenministerium, das Kriegsministerium und das Marineministerium (State, War, and Navy Department Buildings). Er wurde auch als Vollender des Washington Monuments bekannt. Der im Jahr 1848 begonnene Bau war jahrzehntelang aus finanziellen und politischen Gründen und durch den Bürgerkrieg unterbrochen. Im Jahr 1879 wurden die Arbeiten unter Caseys Leitung wieder aufgenommen. Die Fertigstellung erfolgte im Jahr 1884 und die Einweihung 1885. In jenen Jahren war Casey auch für viele andere Bauprojekte im District of Columbia zuständig. Nach seiner Tätigkeit für den Bundesbezirk (Washington DC) war er wieder im Hauptquartier des COE in verschiedenen Abteilungen tätig. Dazu gehörte unter anderem die Abteilung zur Kontrolle des Pionier-Bezirks um New York City.
Im Juli 1888 erhielt Thomas Casey als Nachfolger von James Chatham Duane das Kommando über das gesamte COE, das er bis Mai 1895 innehatte. In diese Zeit fiel der Beginn des Baus des Thomas Jefferson Buildings. Im Mai 1895 schied Casey aus Altersgründen aus dem Militärdienst aus.
Er war Mitglied der National Academy of Sciences, der französischen Ehrenlegion, der Society of the Cincinnati und der patriotischen Organisation Military Order of the Loyal Legion of the United States. Casey war zudem einer der Direktoren der American Society of Civil Engineers und Mitglied der New England Historic Genealogical Society.
Der mit Emma Weir (1834–1911) verheiratete Offizier starb am 25. März 1896 in Washington D.C. und wurde auf dem Silas Casey Cemetery, dem Familienfriedhof der Caseys, in North Kingstown in Rhode Island beigesetzt. Sein Sohn, Thomas Lincoln Casey Jr. (1857–1925), brachte es ebenfalls im COE bis zum Oberst.